# Арал (Сузакский айылный аймак)
Арал (кирг. Арал) — село в Сузакском районе Джалал-Абадской области Кыргызстана. Входит в состав Сузакского айылного аймака.

## География
Село расположено в юго-восточной части области, на левом берегу реки Ченгет, на расстоянии приблизительно 1 километра (по прямой) к юго-востоку от села Сузак, административного центра района. Абсолютная высота — 697 метров над уровнем моря.

## Население
Согласно оценочным данным Национального статистического комитета Кыргызской Республики, численность населения села на начало 2023 года составляла 2630 человек.
| год     | 2009 | 2014 | 2015 | 2020 | 2021 | 2023 |
| ------- | ---- | ---- | ---- | ---- | ---- | ---- |
| человек | 1358 | 1502 | 1687 | 2316 | 2463 | 2630 |